# Jeffrey Aubynn
Jeffrey Aubynn-Obeng (født 12. maj 1977) er en ghanesisk-svensk tidligere fodboldspiller. Han spillede blandt andet for Örgryte IS, AGF og Hammarby IF.
Aubynn startede sin karriere i Gunnilse IS, hvor han spillede indtil 1997, da tyske Bayern München underskrev en kontrakt med ham.
Efter en mislykket periode i Bundesligaen vendte han tilbage til Sverige og Halmstads BK i 1998. Han var hos Halmstad i to sæsoner og var med til at vinde Allsvenskan i 2000, inden han i 2001 underskrev en kontrakt for rivalerne fra Örgryte IS.
I 2003 kom han til den danske superligaklub AGF, inden han i 2005 vendte tilbage til Halmstads BK. I 2006 kunne han ikke blive enig med klubben om en ny kontrakt og blev i 2007 solgt til den norske klub Aalesund for resten af sæsonen. Han hjalp Aalesund fra en truende nedrykning, og han scorede fem mål. Han forlod klubben efter sæsonen som aftalt for at finde sig en større klub. I vinteren kom Aubynn til den svenske klub Malmö FF, hvor han spillede i fire sæsoner, inden han forlod klubben i december 2011 efter at være kommet til en gensidig aftale med klubben om ikke at forlænge kontrakten.